# PC speaker
Pour les articles homonymes, voir Speaker.

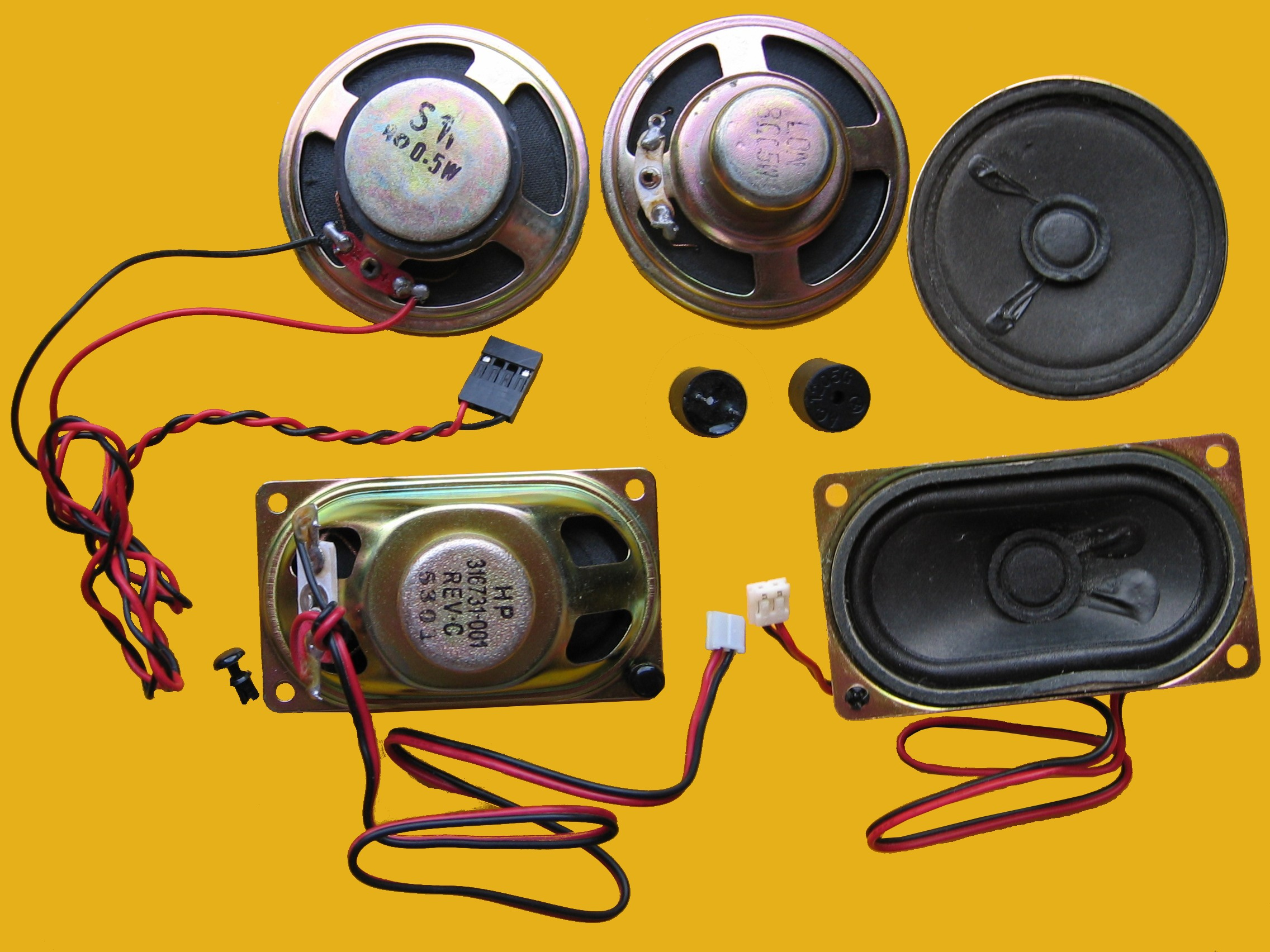
Exemple de différents PC Speaker

Le PC Speaker est le haut-parleur interne du PC apparu sur l'IBM PC en 1981. Il est possible de jouer sur une seule voie. Seuls les signaux carrés sont disponibles. Il n'est en général pas possible de régler le volume.